# Hiroto Yamada
Hiroto Yamada (山田 寛人 Yamada Hiroto?, Nagoya, Aichi, 7 de marzo de 2000) es un futbolista japonés que juega como delantero en el Sagan Tosu de la J2 League.

## Trayectoria

### Clubes
| Club                    | País  | Año       |
| ----------------------- | ----- | --------- |
| Cerezo Osaka sub-23     | Japón | 2016-2018 |
| Cerezo Osaka            | Japón | 2018-2024 |
| F. C. Ryukyu (cedido)   | Japón | 2019      |
| Vegalta Sendai (cedido) | Japón | 2020      |
| Vegalta Sendai (cedido) | Japón | 2023      |
| Sagan Tosu              | Japón | 2025-     |